# Bushs Zwergwaran
Bushs Zwergwaran (Varanus bushi) ist eine neu entdeckte Art aus der Gattung der Warane (Varanus). Das Artepitheton ehrt den Naturforscher und Herpetologen Brian Bush. Varanus bushi gehört der Untergattung Odatria an.

## Beschreibung
Bushs Zwergwaran lebt in Pilbara, einer Region in Western Australia. Ausgewachsene Bushs Zwergwarane erreichen eine Gesamtlänge von 35 cm. Im Aussehen ähnelt V. bushi sehr Gillens Zwergwaran (Varanus gilleni) und dem Streifenschwanzwaran (Varanus caudolineatus). Durch morphologische und genetische Untersuchungen hat man herausgefunden, dass alle drei Arten genetisch individuell sind und deshalb wurden auch alle in den Artstatus erhoben. Auf ihrem Speiseplan stehen Insekten aller Art. Das Verhalten dieses Warans ist bisher kaum erforscht. Die Erstbeschreibung erfolgte 2006 durch Ken Aplin, Alison Jane Fitch und Dennis J. King.